# Polystachya zuluensis
Polystachya zuluensis là một loài thực vật có hoa trong họ Lan. Loài này được L.Bolus miêu tả khoa học đầu tiên năm 1939.